# Marcella Crudeli
 (octobre 2019).
Marcella Crudeli est une pianiste italienne née à Gondar (Afrique orientale italienne) le 16 avril 1940.
Après avoir reçu les conseils de plusieurs grands maîtres, dont Alfred Cortot, cette musicienne a donné plusieurs milliers de concerts avant de devenir membre du jury de nombreuses compétitions internationales de piano.
À Rome, elle a été professeur au conservatoire S. Cecilia et directrice du conservatoire Pescara de 1988 à 2004.
À Paris, elle a eu la charge durant plusieurs années d'une classe de piano à l'École normale de musique de Paris - Alfred Cortot.
Marcella Crudeli fut également présidente de l'EPTA, l'association européenne des professeurs de piano.
Elle a effectué des enregistrements pour plusieurs grands labels.

## Discographie (partielle)
- Contempolinea 3 - Il pianoforte, RCA, 1987